# Troy Tulowitzki
Troy Trever Tulowitzki (né le 10 octobre 1984 à Santa Clara, Californie, États-Unis) est un ancien  joueur d'arrêt-court de la Ligue majeure de baseball.
Tulowitzki a été honoré par cinq invitations au match des étoiles du baseball majeur, trois prix Fielding Bible et deux Gants dorés comme meilleur arrêt-court défensif de la Ligue nationale, et deux Bâtons d'argent du meilleur arrêt-court offensif. Il évolue de 2006 à 2015 pour les Rockies du Colorado.

## Carrière

### Débuts
Troy Tulowitzki est le choix de première ronde (7e joueur sélectionné au total) des Rockies du Colorado en 2005.
Le jeune joueur d'arrêt-court a été comparé à d'autres brillants joueurs s'étant illustrés à cette position, tels Derek Jeter et Cal Ripken.

### Rockies du Colorado

#### Saison 2006
Tulowitzki fait ses débuts dans les majeures le 30 août 2006. Il réussit son premier coup sûr dans les grandes ligues à son second match, le 31 août, face aux Mets de New York et claque son premier coup de circuit le 4 septembre aux dépens de Woody Williams des Padres de San Diego. Tulowitzki joue 25 parties en fin d'année pour les Rockies, frappant 23 coups sûrs dont un circuit, et totalisant 15 points marqués et six points produits.

#### Saison 2007

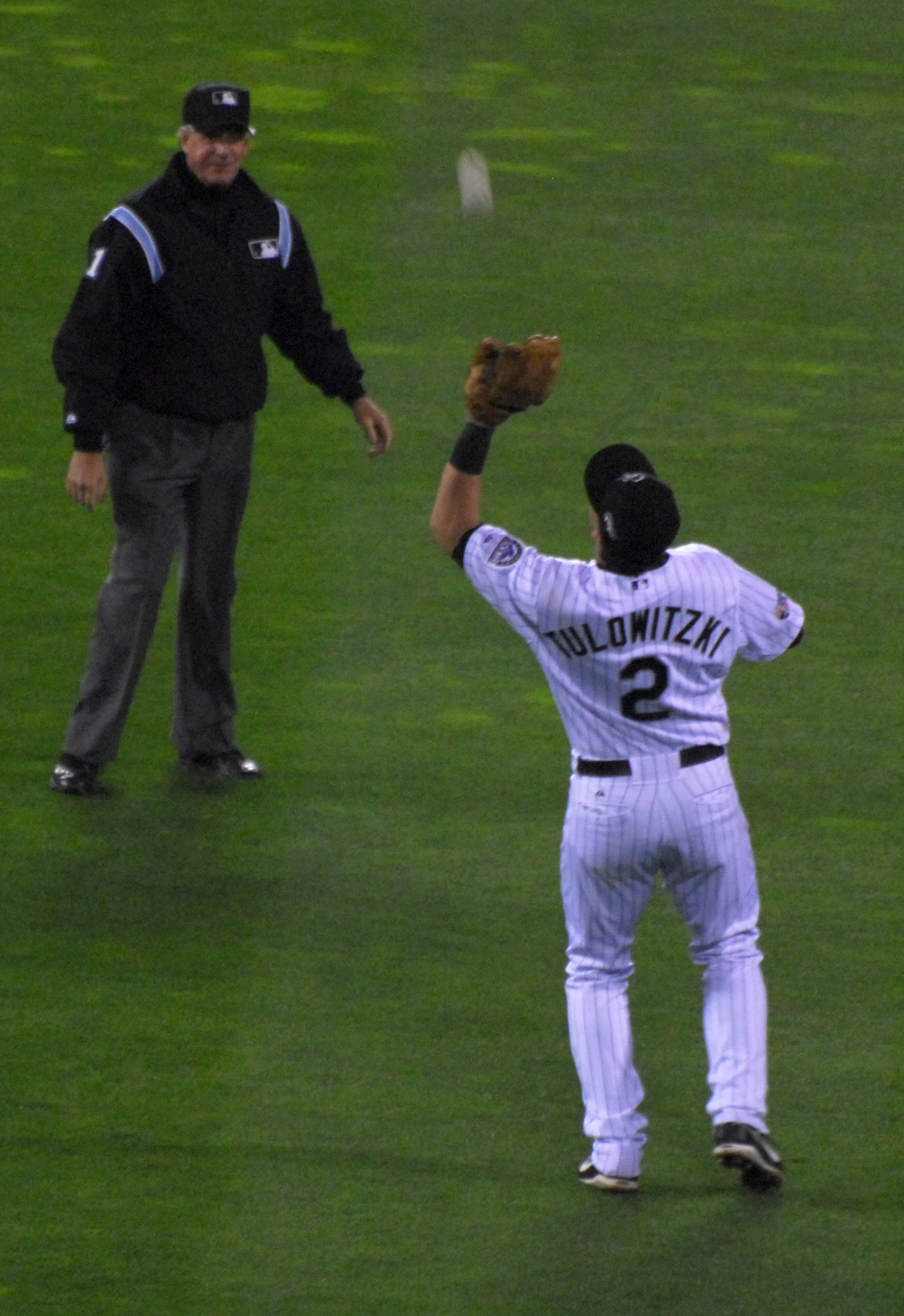
Tulowitzki en défensive lors de la Série mondiale 2007.

À sa saison recrue en 2007, il maintient une moyenne au bâton de ,291 avec 177 coups sûrs, 104 points marqués, 24 coups de circuit et 99 points produits. Il termine second, quelques votes derrière Ryan Braun des Brewers de Milwaukee, au scrutin de la meilleure recrue de l'année dans la Ligue nationale et récolte quelques voix pour le titre de joueur le plus utile à son équipe.
Le 29 avril 2007, il réussit un exploit rare : un triple jeu sans aide, le 13e seulement dans toute l'histoire des Ligues majeures. L'exploit défensif est réussi en 7e manche d'un match des Rockies face aux Braves d'Atlanta au Coors Field de Denver. Tulowitzki est la première recrue à réaliser un tel jeu depuis Ernie Padgett, qui l'avait accompli à son deuxième match dans les majeures en 1923 avec les Braves de Boston.
Le 10 septembre 2007, il frappe son 20e circuit de l'année, établissant le nouveau record pour un joueur d'arrêt-court recrue dans la Ligue nationale. L'ancienne marque était détenue par Ernie Banks depuis la saison 1954 des Cubs de Chicago.
Il termine la saison régulière avec une moyenne défensive de ,987, la meilleure parmi tous les joueurs d'arrêt-court de la Ligue nationale, et 561 assistances, le plus haut total de tous les joueurs des majeures, toutes positions confondues,.
Le 1er octobre, les Rockies disputent un match-suicide aux Padres de San Diego pour la dernière place disponible en séries éliminatoires. Tulowitzki frappe quatre coups sûrs en sept présences au bâton et marque à trois reprises. Il cogne un double comme second frappeur de la 13e manche, produisant un point, et compte le point égalisateur dans ce qui deviendra une victoire de 9-8 du Colorado. Les Rockies atteignent quelques jours plus tard la Série mondiale et sont sacrés champions de la Ligue nationale.

#### Saison 2008

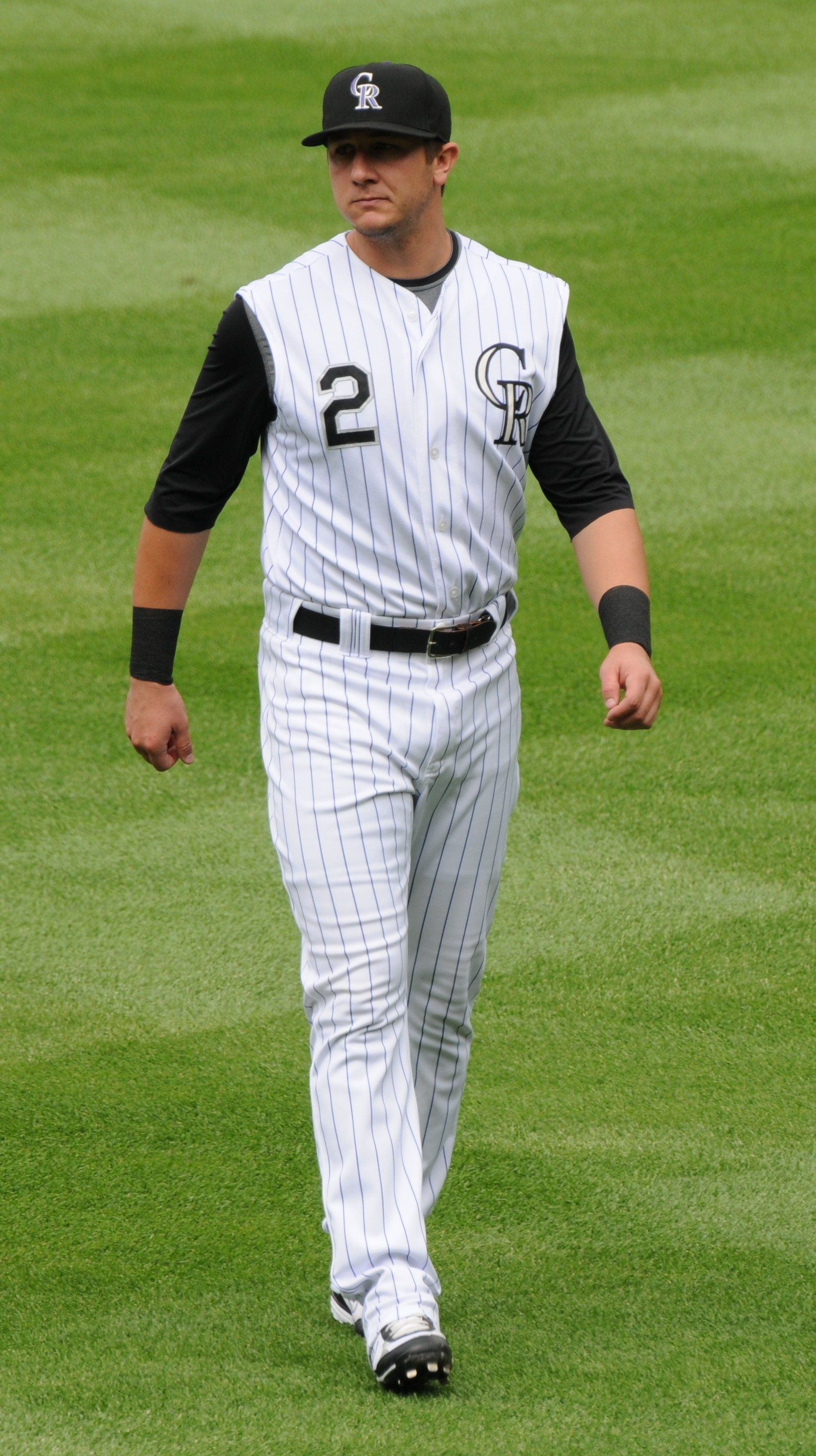
Tulowitzki en août 2008 avec les Rockies du Colorado.

Le 23 janvier 2008, Troy Tulowitzki signe un contrat de six ans pour 31 millions de dollars avec les Rockies du Colorado.
Ses statistiques offensives sont cependant à la baisse à sa deuxième année complète : moyenne au bâton de ,263 avec 99 coups sûrs, 8 circuits et 46 points produits pour Colorado au cours de la saison 2008.

#### Saison 2009
Il rebondit en 2009 en élevant sa moyenne à ,297. Il réussit un nouveau sommet personnel de 32 coups de circuit, produit 92 points et atteint le total de 20 vols de buts. Il termine 5e au scrutin du meilleur joueur de la Ligue nationale. Sa moyenne de puissance de ,552 est la 7e meilleure de la Nationale en saison régulière.
Le 10 août, il réussit un cycle dans un gain de 11-5 à domicile des Rockies sur les Cubs de Chicago.
Il aide les Rockies à retourner en séries éliminatoires et produit trois points en quatre parties dans la Série de division où Colorado est éliminé par Philadelphie.

#### Saison 2010

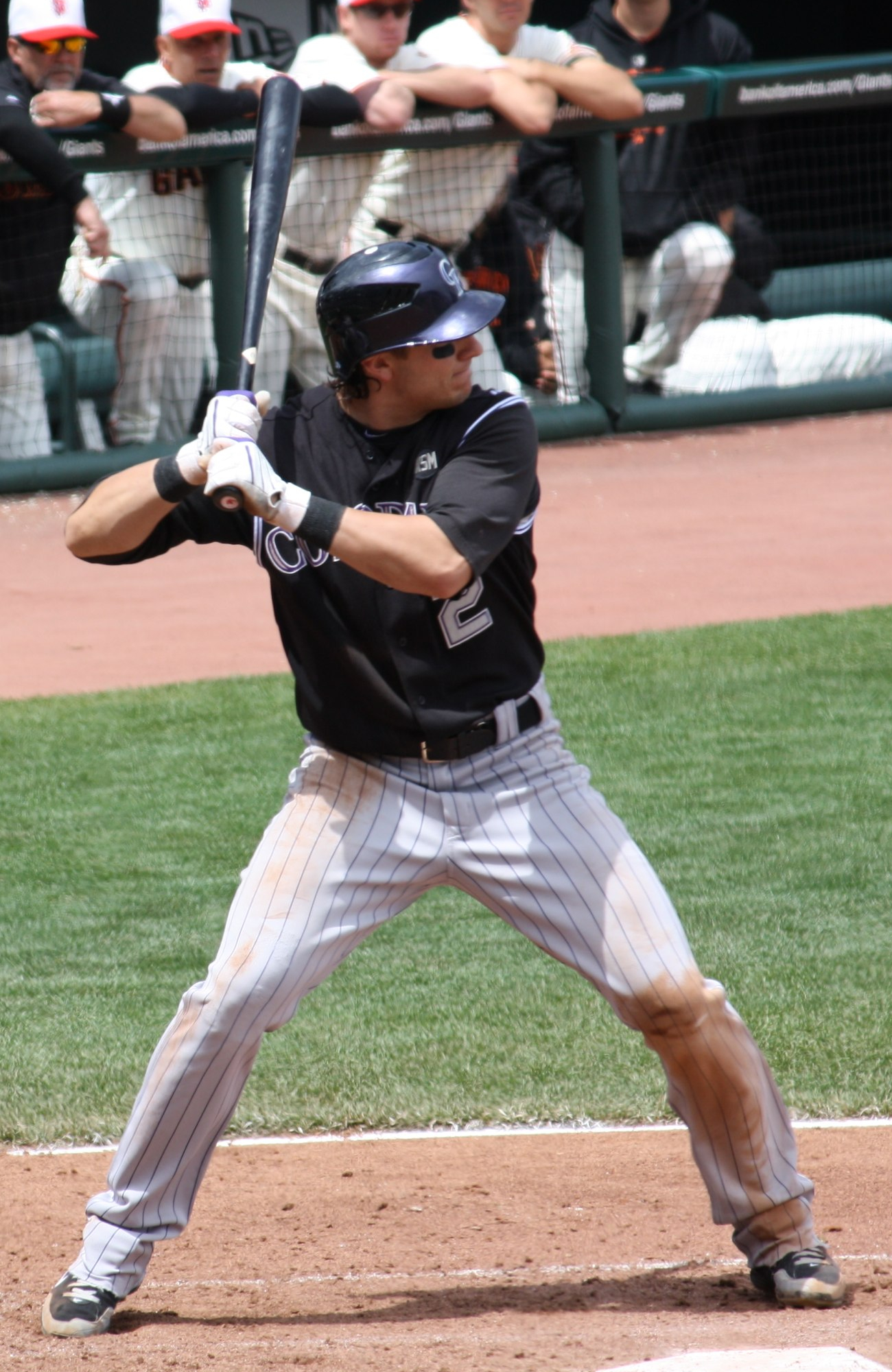
Tulowitzki au bâton en 2010.

À la mi-saison 2010, Tulowitzki est invité pour la première fois au match des étoiles du baseball majeur.
En septembre, il est nommé joueur du mois dans la Ligue nationale grâce à ses 15 circuits, ses 30 points marqués et ses 40 points produits. Il boucle le mois avec une incroyable moyenne de puissance de ,800. Ses 15 coups de quatre buts en un seul mois est un nouveau record de franchise chez les Rockies du Colorado.
Il joue 122 parties en 2010, frappant dans une moyenne au bâton de ,315, la 4e meilleure de la Ligue nationale cette saison-là. Sa moyenne de puissance de ,568 est aussi la 4e meilleure de la Nationale. Il frappe 27 circuits durant la saison et produit 95 points, en plus d'en marquer 89 et de voler 11 buts.
Il remporte après la saison son premier Gant doré en tant que meilleur joueur défensif de la Ligue nationale à sa position. Il reçoit quelques jours plus tard son premier Bâton d'argent comme meilleur arrêt-court offensif de la Nationale. Considéré comme l'un des meilleurs joueurs de la saison 2011, il termine cinquième au vote, remporté par Joey Votto des Reds, du joueur par excellence de la Ligue nationale.

#### Saison 2011
Tulowitzki frappe pour ,302 de moyenne au bâton en 2011. Pour la première fois de sa carrière, il franchit le cap des 100 points produits en une saison. Il fait marquer 105 points des Rockies et frappe 30 coups de circuit. Son total de doubles (36) est son plus élevé en une saison. Invité pour une deuxième année consécutive au match des étoiles, il gagne également pour la seconde année d'affilée le Gant doré et le Bâton d'argent. Il termine en huitième place du vote du joueur par excellence de la Ligue nationale.

#### Saison 2012
En 2012, Tulowitzki est ennuyé durant les deux premiers mois de la saison par une blessure à l'aine. Il joue son dernier match le 30 mai avant d'être placé sur la liste des joueurs blessés pour 15 jours. Les Rockies espéraient en juin que son absence soit de 8 semaines mais elle se prolonge et il ne revient finalement pas au jeu avant la saison suivante. En 47 parties en 2012, Tulowitzki a une moyenne de ,287 avec 8 circuits, 33 points marqués et 27 points produits.

#### Saison 2013
Tulowitzki est choisi comme arrêt-court partant de la Ligue nationale au match des étoiles 2013.

#### Saison 2014
Tulowitzki termine le premier mois de la saison 2014 en tête de la Ligue nationale pour la moyenne de présence sur les buts (,477), la moyenne de puissance (,727) et les points marqués (24), en plus de présenter une moyenne au bâton de ,364. Il est nommé meilleur joueur du mois d'avril dans la Nationale, un honneur qu'il avait reçu une première fois en septembre 2010.
Il est voté joueur d'arrêt-court partant de l'équipe de la Ligue nationale au match des étoiles 2014. Au vote populaire qui élit les équipes partantes, Tulowitzki est avec 5 349 456 voix le joueur le plus populaire de la Ligue nationale, et il reçoit le 3e plus haut total de votes de tous les joueurs des majeures après José Bautista et Mike Trout.

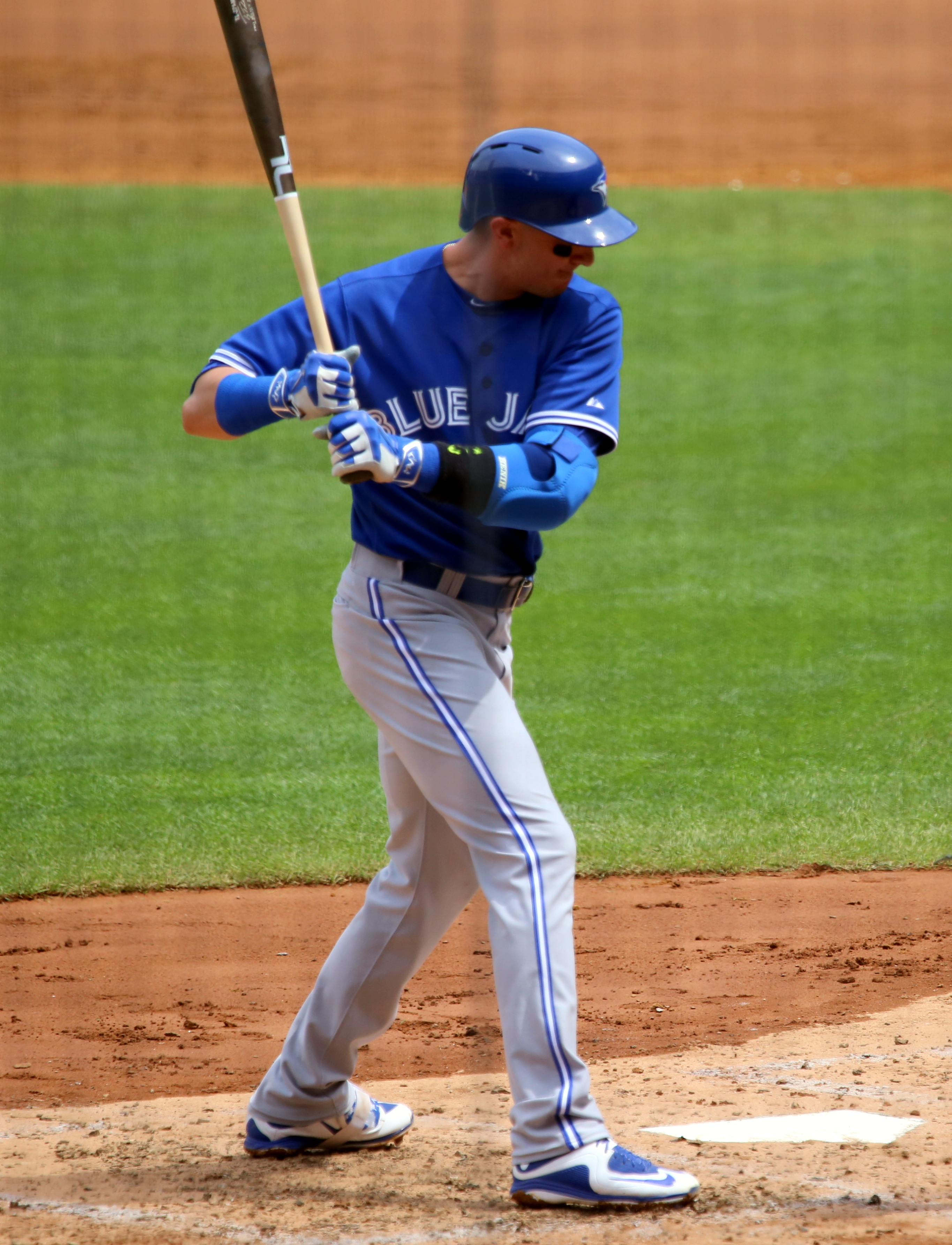
Un des premiers matchs de Troy Tulowitzki avec les Blue Jays en août 2015.

Il apparaît à la mi-saison comme le favori au titre annuel de joueur par excellence de la saison et, au début août, il est le meneur pour la moyenne au bâton (,302), la moyenne de présence sur les buts (,432) et la moyenne de puissance (,603). Mais une blessure à la hanche gauche subie à Pittsburgh le 19 juillet le met hors du jeu, et une opération à la mi-août confirme que sa saison 2014 est terminée. En 91 matchs et 375 passages au bâton, Tulowitzi récolte 107 coups sûrs, 21 circuits, 71 points marqués et 52 points produits.

#### Saison 2015
Il représente les Rockies au match des étoiles pour la 5e fois en 2015.

### Blue Jays de Toronto
Le 28 juillet 2015, les Rockies échangent Tulowitzki et le releveur LaTroy Hawkins aux Blue Jays de Toronto contre l'arrêt-court José Reyes, le releveur Miguel Castro et les lanceurs droitiers des ligues mineures Jeff Hoffman et Jesus Tinoco.
Il s'adapte lentement à Toronto, où il ne frappe que pour ,239 de moyenne au bâton dans les 41 matchs de saison régulière qui suivent son transfert. Après avoir frappé pour ,300 en 87 parties au Colorado, il clôt la saison 2015 avec une moyenne au bâton de ,280 en 128 matchs disputés au total pour les deux clubs. Il compile pour l'année 17 circuits et 70 points produits. Les Blue Jays remportent le titre de la division Est de la Ligue américaine et Tulowitzki frappe un circuit de 3 points le 11 octobre contre les Rangers du Texas dans le 3e match, gagné 5-1 par Toronto, de la Série de division. Il se distingue ensuite en frappant pour ,304 avec 7 coups sûrs et 7 points produits dans les 6 matchs de la Série de championnat de la Ligue américaine, que Toronto perd aux mains des Royals de Kansas City. Le 19 octobre, dans le 3e match de la série, Tulowtizki frappe à Toronto un circuit de 3 points dans un succès de 11-8 des Jays, qui avaient perdu les deux premiers matchs.